# يانغ لي (مغني)
يانغ لي (بالصينية: 阳蕾) (و. 1984  م) هي مغنية، وممثلة صينية، ولدت في تشونغتشينغ، بدأت مشوارها المهني سنة 2006.